# 東総台地広域農道
東総台地広域農道（とうそうだいちこういきのうどう）は、千葉県銚子市と香取郡東庄町を結ぶ農道である。1992年（平成4年）度に事業着手され、
2024年（令和6年）3月21日に全線開通した。

## 概要
- 開通

2024年（令和6年）
- 起点・終点及び通過する自治体

千葉県銚子市（起点） - 千葉県旭市 - 千葉県香取郡東庄町（終点）
- 総距離

11.8km
- 正式名称

東総台地地区広域営農団地農道

## 主な交差する道路
- 国道126号（銚子市三崎町、起点）
- 千葉県道216号飯岡松岸停車場線（銚子市新町）
- 千葉県道71号銚子旭線（銚子市猿田町）
- 千葉県道73号銚子海上線（銚子市猿田町）
- 千葉県道74号多古笹本線（香取郡東庄町小南）

## 周辺施設
- イオンモール銚子
- 一般財団法人日本ウエザリングテストセンター銚子暴露試験場
- グリーンホーム銚子（予冷貯蔵施設）
- アグリタウン銚子（地域農業総合管理施設）
- 銚子スポーツタウン
- レインボーヒルズカントリークラブ